# Gora Kjuri
Gora Kjuri är ett berg i Antarktis. Det ligger i Östantarktis. Norge gör anspråk på området. Toppen på Gora Kjuri är 1 762 meter över havet, eller 365 meter över den omgivande terrängen. Bredden vid basen är 1,7 km.
Terrängen runt Gora Kjuri är platt åt nordväst, men åt sydost är den kuperad.  Trakten är obefolkad. Det finns inga samhällen i närheten.